# 6 (getal)
Zes is het natuurlijke getal dat vijf opvolgt en aan zeven voorafgaat. Het getal wordt weergegeven door het cijfer 6.

## In wiskunde
- Er bestaan vijf regelmatige veelvlakken; één daarvan is het regelmatige zesvlak: de kubus.
- Zes is het kleinste perfecte getal.
- Zes is een automorf getal.
- Zes is gelijk aan drie faculteit: 6 = 3!.
- Zes is een zeshoeksgetal.
- Zes is het kleinste gehele positieve getal dat niet voorkomt in de rij van Padovan.

## Over het symbool
- Als een zes omgedraaid wordt, wordt het een negen. In gevallen waarbij een misverstand ongewenst is, zoals bij loterijen, wordt er een punt achter het cijfer geplaatst.

## In natuurwetenschappen
- Zes is het atoomnummer van koolstof.
- Een insect heeft 6 poten.
- In de kleurcode voor elektronische componenten wordt 6 aangeduid met de kleur blauw.
- In de kleurcodering in de bibliotheek wordt de 6 door de letter H op een rood vlak gerepresenteerd.
- Zes is de hoogste worp bij spellen met één (gewone) dobbelsteen
- Honingraat bestaat uit zeshoekige cellen
- Zes uur in de avond wordt vaak als 18.00 uur geschreven
- Telefoonnummers van mobiele telefoons in Nederland hebben na de 0 als tweede cijfer een 6
- De E6-reeks bevat 6 waarden per decade

## In numerologie
- Het cijfer van de beschermer van de zwakkeren. Het cijfer zes staat voor harmonie en liefde.
- Het is een misvatting dat het getal 6 wordt beschouwd als het duivels getal, omdat het net niet volmaakt zou zijn, waarbij zeven het goddelijke getal zou zijn. Volgens de numerologie is het goddelijke getal 3. Dat het getal 6 duivels zou zijn, komt voort uit het getal 666 dat volgens de Openbaring van Johannes uit de Bijbel, het getal van het beest zou zijn.

## In het Nederlands
- Zes is een hoofdtelwoord.
- Hij is van zessen klaar betekent: hij weet van aanpakken, hij kan zich goed redden[1]
- Na veel vijven en zessen betekent: na wikken en wegen
- Kassie zes betekent: dood (een doodskist heeft zes planken)